# 巴西斯氏脂䲁
巴西斯氏脂䲁（學名：Starksia brasiliensis），為輻鰭魚綱䲁形目脂䲁科斯氏脂䲁屬的一個種，分布於西南大西洋巴西海域，體長可達3.5公分，棲息在珊瑚礁區，生活習性不明。